# Promozione Toscana 1987-1988
Nella stagione 1987-1988 la Promozione era sesto livello del calcio italiano (il massimo livello regionale). Qui vi sono le statistiche relative al campionato in Toscana.
Il campionato è strutturato in vari gironi all'italiana su base regionale, gestiti dai Comitati Regionali di competenza. Promozioni alla categoria superiore e retrocessioni in quella inferiore non erano sempre omogenee; erano quantificate all'inizio del campionato dal Comitato Regionale secondo le direttive stabilite dalla Lega Nazionale Dilettanti, ma flessibili, in relazione al numero delle società retrocesse dal Campionato Interregionale e perciò, a seconda delle varie situazioni regionali, la fine del campionato poteva avere degli spareggi sia di promozione che di retrocessione.

## Girone A

### Squadre partecipanti
| Squadra                  | Città                      |
| ------------------------ | -------------------------- |
| A.C. Alabastri Volterra  | Volterra (PI)              |
| A.S. Camaiore            | Camaiore (LU)              |
| U.S. Capannoli S.B. 1949 | Capannoli (PI)             |
| Pol. Cascina             | Cascina (PI)               |
| U.S. Donoratico          | Donoratico (LI)            |
| S.S. Folgor Marlia       | Capannori (LU)             |
| U.S. Fucecchio           | Fucecchio (FI)             |
| U.S. Grosseto            | Grosseto (GR)              |
| U.S. Monsummanese        | Monsummano Terme (PT)      |
| U.S. Perignano           | Lari (Italia) (PI)         |
| U.S. Piombino            | Piombino (LI)              |
| U.S. Ponte a Moriano     | Lucca (LU)                 |
| U.S. Querceta            | Seravezza (LU)             |
| S.S. Sextum              | Bientina (PI)              |
| G.S. Tuttocalzatura      | Castelfranco di Sotto (PI) |
| A.S. Venturina           | Venturina Terme (LI)       |

### Classifica finale
|  | Pos. | Squadra            | Pt | G  | V  | N  | P  | GF | GS | DR  |
|  | ---- | ------------------ | -- | -- | -- | -- | -- | -- | -- | --- |
|  | 1.   | Tuttocalzatura     | 42 | 30 | 16 | 10 | 4  | 42 | 23 | +19 |
|  | 2.   | Venturina          | 41 | 30 | 16 | 9  | 5  | 40 | 19 | +21 |
|  | 3.   | Querceta           | 38 | 30 | 13 | 12 | 5  | 30 | 20 | +10 |
|  | 4.   | Camaiore           | 37 | 30 | 13 | 11 | 6  | 34 | 22 | +12 |
|  | 5.   | Fucecchio          | 34 | 30 | 13 | 8  | 9  | 32 | 23 | +9  |
|  | 6.   | Perignano          | 32 | 30 | 12 | 8  | 10 | 31 | 30 | +1  |
|  | 7.   | Sextum             | 31 | 30 | 11 | 9  | 10 | 30 | 26 | +4  |
|  | 8.   | Ponte a Moriano    | 31 | 30 | 8  | 15 | 7  | 35 | 34 | +1  |
|  | 9.   | Folgor Marlia      | 31 | 30 | 9  | 13 | 8  | 39 | 40 | -1  |
|  | 10.  | Cascina            | 28 | 30 | 7  | 14 | 9  | 25 | 24 | +1  |
|  | 11.  | Donoratico         | 27 | 30 | 10 | 7  | 13 | 36 | 40 | -4  |
|  | 12.  | Grosseto           | 26 | 30 | 9  | 8  | 13 | 35 | 38 | -3  |
|  | 13.  | Alabastri Volterra | 22 | 30 | 7  | 8  | 15 | 34 | 43 | -9  |
|  | 14.  | Piombino           | 22 | 30 | 7  | 8  | 15 | 20 | 35 | -15 |
|  | 15.  | Monsummanese       | 21 | 30 | 6  | 9  | 15 | 21 | 46 | -25 |
|  | 16.  | Capannoli S.B.     | 17 | 30 | 6  | 5  | 19 | 24 | 45 | -21 |

Note: Alabastri Volterra fu ripescato.

## Girone B

### Squadre partecipanti
| Squadra                   | Città                           |
| ------------------------- | ------------------------------- |
| A.C. Aglianese            | Agliana                         |
| U.S. Antella              | Bagno a Ripoli (FI)             |
| Pol. Audax Rufina         | Rufina (FI)                     |
| U.S. Cavriglia            | Cavriglia (AR)                  |
| U.S. Cortona Camucia      | Cortona (AR)                    |
| U.S. Colligiana           | Colle di Val d'Elsa             |
| Pol. Firenze Ovest        | Firenze (FI)                    |
| A.C. Foiano               | Foiano della Chiana (AR)        |
| A.S. Lastrigiana          | Lastra a Signa                  |
| Pol. Nuova Società Chiusi | Chiusi (SI)                     |
| U.S. Pontassieve          | Pontassieve (FI)                |
| Pol. Pratovecchio         | Pratovecchio (AR)               |
| A.C. Sangiovannese S.r.l. | San Giovanni Valdarno (AR)      |
| A.S. Sestese Calcio       | Sesto Fiorentino                |
| U.S. Soci                 | Soci (Bibbiena) (SI)            |
| U.S. Tegoleto             | Civitella in Val di Chiana (AR) |

### Classifica finale
|  | Pos. | Squadra              | Pt | G  | V  | N  | P  | GF | GS | DR  |
|  | ---- | -------------------- | -- | -- | -- | -- | -- | -- | -- | --- |
|  | 1.   | Colligiana           | 45 | 30 | 17 | 11 | 2  | 37 | 6  | +31 |
|  | 2.   | Pontassieve          | 43 | 30 | 16 | 11 | 3  | 29 | 10 | +19 |
|  | 3.   | Sestese              | 42 | 30 | 13 | 16 | 1  | 36 | 3  | +23 |
|  | 4.   | Tegoleto             | 34 | 30 | 9  | 16 | 5  | 27 | 14 | +13 |
|  | 5.   | Foiano               | 34 | 30 | 13 | 8  | 9  | 28 | 14 | +14 |
|  | 6.   | Cavriglia            | 31 | 30 | 11 | 9  | 10 | 18 | 16 | +2  |
|  | 7.   | Sangiovannese        | 29 | 30 | 8  | 13 | 9  | 30 | 27 | +3  |
|  | 8.   | Firenze Ovest        | 28 | 30 | 7  | 14 | 9  | 27 | 29 | -2  |
|  | 9.   | Lastrigiana          | 27 | 30 | 6  | 15 | 9  | 29 | 30 | -1  |
|  | 10.  | Audax Rufina         | 27 | 30 | 8  | 11 | 11 | 21 | 25 | -4  |
|  | 11.  | Antella              | 26 | 30 | 7  | 12 | 11 | 20 | 27 | -7  |
|  | 12.  | Nuova Società Chiusi | 26 | 30 | 6  | 14 | 10 | 19 | 29 | -10 |
|  | 13.  | Cortona Camucia      | 25 | 30 | 5  | 15 | 10 | 19 | 28 | -9  |
|  | 14.  | Soci                 | 25 | 30 | 8  | 9  | 13 | 24 | 46 | -22 |
|  | 15.  | Aglianese            | 24 | 30 | 6  | 12 | 12 | 21 | 37 | -16 |
|  | 16.  | Pratovecchio         | 14 | 30 | 2  | 10 | 18 | 17 | 51 | -34 |

Note: Cortona, Soci e Aglianese furono ripescate.